# Екосервіс (Рівне)
Футбольний клуб «Екосервіс» — український футбольний клуб з міста Рівного. Дворазовий бронзовий призер чемпіонату Рівненської області з футболу - 1993/1994 та 1995-го років. Володар Кубка області Рівненщини - 1995-й рік.

## Всі сезони в незалежній Україні
| Сезон     | Чемпіонат                  | Чемпіонат | Чемпіонат | Чемпіонат | Чемпіонат | Чемпіонат | Чемпіонат | Чемпіонат | Кубок        | Кубок | Кубок | Кубок | Кубок | Кубок | Кубок | Примітка |
| Сезон     | Ліга                       | Місце     | І         | В         | Н         | П         | М         | О         | Етап         | І     | В     | Н     | П     | М     | О     | Примітка |
| --------- | -------------------------- | --------- | --------- | --------- | --------- | --------- | --------- | --------- | ------------ | ----- | ----- | ----- | ----- | ----- | ----- | -------- |
| 1993/1994 | 1 ліга Зона "Південь"      | 2         | 12        | 7         | 3         | 2         | 25-11     | 17        |              |       |       |       |       |       |       |          |
|           | Фінальна частина 1-6 місця | 3         | 10        | 5         | 1         | 4         | 21-19     | 11        |              |       |       |       |       |       |       |          |
| 1995      | 1 ліга                     | 3         | 28        | 18        | 4         | 6         | 59-26     | 58        | 1/128 фіналу | 1     | 0     | 0     | 1     | 0−1   | 0     |          |
| Всього    | —                          | —         | —         | —         | —         | —         | —         | —         | >1 сезон     | 1     | 0     | 0     | 1     | 0−1   | 0     |          |